# Saint-Germain-de-Coulamer
Saint-Germain-de-Coulamer – miejscowość i gmina we Francji, w regionie Kraj Loary, w departamencie Mayenne.
Według danych na rok 1990 gminę zamieszkiwało 388 osób, a gęstość zaludnienia wynosiła 22 osób/km² (wśród 1504 gmin Kraju Loary Saint-Germain-de-Coulamer plasuje się na 918. miejscu pod względem liczby ludności, natomiast pod względem powierzchni na miejscu 661.).